# Ишово
Ишово — село в Жирятинском районе Брянской области, в составе Воробейнского сельского поселения. 
 Расположено в 4 км к юго-востоку от села Кульнево, на реке Пёс. Население — 21 человек (2010).

## История
Упоминается с 1651 года (с 1670 — как село); бывшее владение Рославцев. По преданию, в конце XVII века здесь существовал монашеский скит. Последнее здание храма Святителя Николая было возведено в 1864 (не сохранился).
До 1781 года входило в Почепскую (1-ю) сотню Стародубского полка; с 1782 по 1918 гг. в Мглинском уезде (с 1861 — в составе Кульневской волости). В 1918—1924 гг. — в Почепском уезде (Кульневская волость); в 1924—1929 гг. — в Жирятинской волости Бежицкого уезда.
С 1929 года — в Жирятинском районе, а при его временном расформировании (1932—1939, 1957—1985 гг.) — в Почепском районе. С 1919 до 1930-х гг. — центр Ишовского сельсовета; затем до 1965 в Кульневском сельсовете.